# Anders Persson (riksdagsman)
Anders Persson, född 26 augusti 1766 i Bro församling, Västmanland, död 30 mars 1852 i Bro församling, var rusthållare och riksdagsman i bondeståndet. Anders Persson var son till rusthållare Per Ersson och Sara Lisa Westman i Dömsta och övertog gården efter faderns död samt var fjärdingsman.
Anders Persson var riksdagsman i bondeståndet 1815 och 1817-1818.
Han var gift 1792 med Margareta Carlsdotter (1772-1843) med vilken han hade nio barn. 
En sonson var riksdagsmannen i andra kammaren Gustaf Carlsson och en brorson riksdagsmannen i bondeståndet Carl Ersson.